# Foglie d'ulivo
Les foglie d'ulivo ([ˈfɔʎʎe duˈliːvo]) (aussi orthographiées foglie di ulivo) sont des pâtes originaires des Pouilles et de Ligurie,, des régions renommées pour leur production d'olives. Ces pâtes, qui ressemblent à des feuilles d'olivier, sont faites à la main,. Elles peuvent être teintées de vert par l'ajout d'épinards.